# Играј, играј, играј
Играј, играј, играј је јапански роман аутора Харукија Муракамија из 1988. године и шести је по реду роман јапанског аутора. На енглески језик ју је превео Алфред Бирнбаум 1994. године а на српски језик је преведена 2005. године. Књига је наставак Муракамијевог романа Лов на дивљу овцу. Мураками је 2001. рекао да је писање овог романа био чин исцељења након његове неочекиване славе након објављивања Норвешке шуме и да је због тога уживао у писању овог романа више од било ког другог дела. 

## Радња романа
Роман прати надреалне незгоде неименованог протагонисте који зарађује за живот као писац реклама. Он је приморан да се врати у хотел Делфин, зграду у којој је једном одсео са женом коју је волео, упркос чињеници да никада није знао њено право име. Од тада је нестала без трага, а хотел Делфин је купила велика корпорација и претворила га у елегантан, модеран хотел у западном стилу.
Протагониста доживљава снове у којима му се појављују ова жена и Човек Овца – чудна особа обучена у стару овчју кожу – и наводе га да открије две мистерије. Прва је метафизичке природе — како преживети оно што се не може преживети. Друго је убиство девојке на позиву у које је посредно умешан стари школски друг главног јунака, данас познатог филмског глумца. На путу, протагониста упознаје видовиту и проблематичну тринаестогодишњу девојчицу, њене једнако проблематичне родитеље, једноруког песника и симпатичног рецепционера који дели неке од његових узнемирујућих стварних визија.

## Теме
Неколико ликова из романа су обележја Муракамијевог писања. Играј, играј, играј се бави темама пола, сексуалности, губитка и напуштености, као и многи други Муракамијеви романи. Често ће мушки протагониста у Муракамијевом роману изгубити мајку, супружника или девојку. Друге уобичајене Муракамијеве теме у овом роману су технологија, отуђење, апсурд и коначно откриће људске везе.
У причи постоји лик по имену Хираку Макимура, који је анаграм "Харуки Мураками". Макимура из романа је такође најпродаванији аутор и писац.

## Критике
Играј, играј, играј је добио оцену од 69% од агрегатора рецензија књига iDreamBooks на основу седам критика критичара.